# Inverness
Inverness je drevni katedralni grad u Škotskom visočju. Administrativno je središte Visokog vijeća i smatra se glavnim gradom gorja. Povijesno je služio kao županijski grad županije Inverness-shire. Inverness leži u blizini dva važna mjesta bitke: bitka u 11. stoljeću kod Blàr nam Fèinne protiv Norveške koja se dogodila na Airdu i bitka kod Cullodena iz 18. stoljeća koja se vodila kod Cullodena. To je najsjeverniji grad u Ujedinjenom Kraljevstvu i nalazi se unutar Velikog Glena (Gleann Mòr) na njegovom sjeveroistočnom kraju, gdje rijeka Ness ulazi u Moray Firth. Najkasnije je naselje osnovano u 6. stoljeću, pri čemu je prvu kraljevsku povelju dodijelio Dabíd mac Maíl Choluim (kralj David I.) u 12. stoljeću. Galski kralj Mac Bethad Mac Findláich (Macbeth), čiji 11. st ubijanje kralja Duncana je ovjekovječio Shakespeare s uglavnom fikcijskom dramom Macbeth, imao je dvorac unutar grada, gdje je vladao kao Mormaer od Moraya i Rossa. 
Populacija Invernessa porasla je s 40.969 u 2001. godini na 46.969 u 2012. godini. Područje Velikog Invernessa (eng. Great Inverness), uključujući Culloden i Westhill, imalo je 56.969 stanovnika u 2012. godini. U 2018. godini imalo je 69.696 stanovnika. Inverness je jedan od najbrže rastućih gradova u Europi, s četvrtinom stanovništva Škotskog visočja koji živi u njemu ili oko njega, i svrstava se na peto mjesto od 189 britanskih gradova po kvaliteti života, najviše od svih gradova Škotske. Inverness je u nedavnoj prošlosti doživio brzi gospodarski rast: između 1998. i 2008. godine, Inverness i ostatak središnjeg Visočja pokazali su najveći rast prosječne ekonomske produktivnosti po osobi u Škotskoj i drugi najveći rast u Velikoj Britaniji u cjelini, s povećanjem od 86%. Inverness je grad prijatelj s jednim njemačkim gradom, Augsburgom, i dva francuska grada, La Baule i Saint-Valery-en-Caux .
Inverness College glavni je kampus za Sveučilište Visočja i Otoka (eng. University of the Highlands and Islands). S oko 8.420 studenata, Inverness College ugošćuje oko četvrtine svih studenata Sveučilišta Highlands i Otoci, a 30% onih koji studiraju na akademskom stupnju. 
U 2014. godini, istraživanje imovinske web-strance opisalo je Inverness kao najsretnije mjesto u Škotskoj i drugo najsretnije u Velikoj Britaniji. Nova studija provedena 2015. godine pokazala je da je Inverness i dalje najsretnije mjesto u Škotskoj.

## Povijest

### Inverness u srednjem vijeku
Inverness se često naziva glavnim gradom Visočja. Inverness znači ušće rijeke Ness. To je drevno naselje. U 6. stoljeću poslije Krista, sv. Kolumba je posjetio piktskog kralja Brudea u njegovoj tvrđavi na mjestu Invernessa. Stoljećima kasnije, 1040. godine, Macbeth je ubio kralja Duncana u svom dvorcu, koji je stajao na mjestu Aulda Castlehilla. Početkom 12. stoljeća kralj David I (1124. – 1153.) učinio je Inverness kraljevskim gradom. Sagradio je i novi dvorac. Krajem 12. stoljeća kralj William Lav dao je Invernessu 4 povelje. (Povelja je dokument koji građanima daje određena prava). Iz 1180. godine, Inverness je okruživao jarak i drveni stalak. Srednjovjekovni Inverness cvjetao je. Mnogi su ribari djelovali iz Invernessa, a od 13. stoljeća tamo je bila brodogradnja. Inverness je u srednjem vijeku bio i mala užurbana luka. Glavni izvoz bili su vuna, krzno i koža. Sredinom 13. stoljeća postojao je most preko rijeke Ness. Stoljećima je u Invernessu bila drvena utvrda, ali kralj David sagradio je kameni dvorac. Dvorac je velikim dijelom uništio Robert Bruce u ranom 14. stoljeću, ali obnovljen je početkom 15. stoljeća. Godine 1233. utemeljen je dominikanski red u Invernessu. Fratri su bili poput redovnika, ali umjesto da se povuku iz svijeta, izašli su propovijedati.

### Inverness od 16. do 18. stoljeća
Tijekom 16. i 17. stoljeća Inverness je bio užurbana luka i tržni grad. Godine 1591. dodijeljena je nova povelja nazvana Zlatna povelja.
Kraljica Marija je 1562. godine došla u Inverness. Pokušala je ući u dvorac, ali guverner ju je odbio priznati jer se njegova obitelj nije složila s kraljicom. Ostala je negdje drugdje u gradu, ali kasnije je guverner obješen.

#### Jakobitski ustanak
Kraljevina Škotska dugo je stoljeće bila u ratu sa susjednom Kraljevinom Engleskom. 1707. kraljevstva su se udružila kako bi formirala uniju Velike Britanije. Kraljica Ana, koja pripada katoličkoj kući Stuart, postala je prvi monarh Velike Britanije. Nakon akta koji je donio engleski parlament, katolici su isključeni od nasljeđivanja prijestolja. Dakle, kad je umrla ne ostavljajući preživjelu djecu, prijestolje je otišlo svom najbližem nekatoličkom nasljedniku, Hannovercu koji je postao kralj Juraj I.
Akt unije koji je stvorio Veliku Britaniju i novu Hanoverijsku monarhiju bili su u Škotskoj nepopularni. Jakobiti su bili grupa Škota, koji su željeli vratiti prijestolje Stuartima. Vodili su niz pobuna protiv Britanaca, ali na kraju su poraženi u bitci kod Cullodena 1746. Ovdje je u manje od jednog sata ubijeno čak 2000 muškaraca, u jednom od najtragičnijih događaja u škotskoj povijesti.

## Zemljopis
Inverness je smješten na ušću rijeke Ness (koja izvire iz obližnjeg Loch Nessa) i na jugozapadnom kraju Moray Firtha. Grad leži na kraju Velikog Glena s Loch Ness, Loch Ashie i Loch Duntelchaig na zapadu. Kaledonski kanal također prolazi kroz Veliki Glen, spajajući Loch Ness, Loch Oich i Loch Lochy. 
Otoci Ness, park u javnom vlasništvu, sastoje se od dva šumovita otoka povezana mostovima i koristi se kao mjesto rekreacije od 1840-ih. Craig Phadraig, nekada drevni gelijski i slikoviti brežuljak, je 240 m brdo koje nudi pješačenje po čistom putu kroz šumoviti teren. 
Inverness leži na Velikom Glenovom rasjedu. Manji su potresi, koje su lokalno stanovništvo obično ne primijeti, zbivaju se otprilike svake 3 godine. Posljednji potres koji je pogodio Inverness zbio se 1934. godine.

## Ekonomija
Većina tradicionalnih industrija poput destilacije zamijenjena je visokotehnološkim tvrtkama, poput dizajna i proizvodnje dijagnostičkih setova za dijabetes. Highlands and Islands Enterprise uglavnom je financirao Centar za znanost o zdravlju kako bi privukao više tvrtki koje se bave medicinskim i medicinskim proizvodima na tom području. Inverness je dom škotske prirodne baštine nakon preseljenja tog tijela iz Edinburgh pod pokroviteljstvom strategije decentralizacije škotske vlade. SNH pruža veliki broj radnih mjesta u tom području.   

## Zdravlje
Bolnica Raigmore glavna je bolnica u Invernessu i cijeloj regiji Škotskog visočja. Sadašnja bolnica otvorena je 1970. godine i zamijenila je ratnu bolnicu iz 1941.

## Prijevoz
Tri magistralne ceste povezuju Inverness s ostatkom Škotske: sjever A9 prema Thurso-u i Wicku, kao i jug do Pertha i središnjeg pojasa, A82 do Glasgowa preko Fort Williama, a A96 s Elginom i Aberdeenom. 
Luka Inverness nalazi se na ušću rijeke Ness. Ima četiri pristaništa i prima preko 300 plovila godišnje. 
Zračna luka Inverness nalazi se 13 km sjeveroistočno od grada i ima letove do zračnih luka širom Velike Britanije, uključujući London, Manchester, Belfast i otoke na sjeveru i zapadu Škotske, kao i niz letova prema Europi. Flybe rukovodi avionima za Belfast, Birmingham i sezonsku uslugu za Jersey, Loganeir upravlja zrakoplovima Saab 340 i Saab 2000 na linijama za Benbecula, Dublin, Kirkwall, Stornoway i Sumburgh. Flybmi upravlja regionalnim zrakoplovom Embraer koji pruža usluge Bergenu i Manchesteru u ime Loganaira. EasyJet rukovodi zrakoplovom Airbus do londonskog Gatwicka tri puta dnevno, Lutonom dva puta dnevno i Bristolom. British Airways svakodnevno upravlja avionima do London Heathrowa, a KLM ima svakodnevnu uslugu do Amsterdama. 

## Šport
U Invernessu domaće utakmice igra nogometni klub Inverness Caledonian Thistle. Trenutačno se nalazi u 2. rangu škotskog nogometa.

## Međunarodni odnosi

### Gradovi blizanci
- Augsburg, Bavarska, Njemačka
- La Baule-Escoublac, Pays de la Loire, Francuska[13]
- Saint-Valery-en-Caux, Normandija, Francuska